# Josef Boháč (stavitel železnic)
Josef Boháč (27. ledna 1851, Pardubice – 28. března 1904, Petrohrad) byl absolventem České školy technické v Praze, stavitelem železnic v carském Rusku a členem Muzejního spolku v Pardubicích. 

## Život a kariéra
Josef Boháč se narodil do chudé rodiny roku 1851. Jeho otec František Boháč se živil jako holič a kostelník. Vystudoval pardubickou reálku a posléze Českou školu technickou a stal se inženýrem. Po jednoroční vojenské službě se v roce 1872 poprvé oženil a působil u české železniční správy.
Na začátku 80. let odešel hledat práci do carského Ruska. Zde nepochybně našel uplatnění svých znalostí a organizátorských schopností. Podílel se na stavbě železnic v Zakavkazsku v okolí Tiflisu (dnes Tbilisi) a posléze carské vládě předložil projekt výstavby železniční sítě v celé Zakavkazské oblasti. Tam si také našel svoji druhou manželku Elišku Abašidze, se kterou se oženil v roce 1884. Eliška pocházela z urozeného čerkeského rodu. Svému otci Františku popsal barvitě průběh svatby se všemi orientálními ceremoniemi. Později měl kancelář v Petrohradě, kde také zemřel na zápal plic v roce 1904.

## Vazby do Pardubic
Pardubice za svého působení v carském Rusku dvakrát navštívil a nikdy na ně nezapomněl. V jednom dopise, který napsal své sestře, vzpomínal na rodné Pardubice. „Počasí jest zde dosti pěkné, já si ale představuji, že ono je to u nás v Čechách mnohem lepší. Čím jsem starší, tím vícekrát se mi v mysli jeví moje drahé rodné město, chce se mi poležet si v písku v lese u Pardubiček, jak činíval jsem jako student. Zdá se mi, že vůně sosny by mne zcela ozdravila.”
V roce 1888 byl jmenován zakládajícím členem Muzejního spolku a v roce 1892 čestným členem. V tomto muzeu se nachází sbírka tvořená z jeho darů: čerkeská výstroj a výzbroj, kolekce fotografií z Kavkazu a národopisné předměty.